# Milad Karimi
Milad Karimi (en kazajo: Милад Карими; Almaty, 21 de junio de 1999) es un deportista kazajo que compite en gimnasia artística.
Ganó una medalla de bronce en el Campeonato Mundial de Gimnasia Artística de 2023, en la prueba de suelo. Participó en los Juegos Olímpicos de Tokio 2020, ocupando el quinto lugar en la misma prueba.

## Palmarés internacional
| Campeonato Mundial | Campeonato Mundial | Campeonato Mundial | Campeonato Mundial |
| Año                | Lugar              | Medalla            | Prueba             |
| ------------------ | ------------------ | ------------------ | ------------------ |
| 2023               | Amberes (Bélgica)  | Medalla de bronce  | Suelo              |